# خورشیدگرفتگی ۱۶ ژانویه ۲۰۳۷
خورشیدگرفتگی ۱۶ ژانویه ۲۰۳۷ (به انگلیسی: Solar eclipse of January 16, 2037) یک خورشیدگرفتگی از نوع خورشیدگرفتگی جزئی است. این خورشیدگرفتگی در تاریخ ۱۶ ژانویه ۲۰۳۷ میلادی (‎۲۷ دی ۱۴۱۵ خورشیدی) روی خواهد داد که زمان اوج آن، ساعت ۹:۴۸:۵۵ به‌وقت ساعت هماهنگ جهانی است.